# Lispocephala comata
Lispocephala comata este o specie de muște din genul Lispocephala, familia Muscidae, descrisă de Hardy în anul 1981. Conform Catalogue of Life specia Lispocephala comata nu are subspecii cunoscute.